# 곤의공주
곤의공주(중국어: 坤儀公主, 1630년 - 17세기?)는 명나라의 공주이다. 명 사종 주유검과 황후 주씨의 딸이다.
곤의공주는 주유검의 장녀이지만, 일찍 세상을 떠났다. 곤의공주로 추존하였다. 많은 사료에서 많은 학자들은 그녀의 생애를 주유검에게 살해당한 소인공주와 혼동하고 있다.